# Hans Gerstmayr
Hans Gerstmayr (* 14. April 1882 in Rubring; † 28. Oktober 1987 in Mauthausen) war ein österreichischer Graveur, Medailleur, Künstler (Stahlschneider) und Schüler von Michael Blümelhuber.

## Leben
Hans Gerstmayr wurde als Sohn eines Maurers und einer Kleinlandwirtin geboren. Wegen seiner Begabung kam er in das Stift der Kalasantiner nach Wien. Bei Josef Stepan lernte er Gravieren und Stempelschneiden. Marshall, Cizek, Hofner und Stefan Schwartz waren seine Lehrer und Förderer im Modellieren, Treiben und Ziselieren sowie in der Medaillen-Kunst.
Drei erste Preise brachten seine Arbeiten, die er 1899 und 1900 an der Fachschule für Graveure und der niederösterreichischen Handels- und Gewerbekammer bei Wettbewerben einreichte. 1905 absolvierte er den Militärdienst und arbeitete dann als Graveur in Wien. In diesen Arbeitsjahren fertigte er Stahlschnitte, Schmuckstücke und kunstvolle Gebrauchsstücke.
1907 bis 1914 stand er an der Seite von Michael Blümelhuber und unterstützte diesen beim Aufbau von dessen Meisterschule für Eisenbearbeitung in Steyr (aufgelöst 1942). 1914 folgte der Kriegseinsatz. 1920 bis zu seiner Pensionierung 1951 leitete er die Abteilung für Metallkunstgewerbe (Graveurabteilung) der Fachschule für Eisen- und Stahlbearbeitung in Steyr (heute HTL Steyr). Zu seinen Schülern zählten Karl A. Krepcik, Johann Angerbauer, Josef Primetzhofer, Friedrich Mayr, Josef Roithinger, Helmuth Gsöllpointner, Hans Köttenstorfer, Rudolf Fleischanderl, Franz Schatzl, Hans Kröll und Alfred Nefe.

## Werke
Hans Gerstmayr entwarf viele künstlerische Arbeiten wie Stahlschnitte (Schwur-Abtkreuze, Prägestempel, Medaillen), ungezählte Metalltreibarbeiten als Bilder oder Tafeln für Denkmäler und zahlreiche Grabkreuze aus Schmiedeeisen und setzte sie meist eigenhändig als Treibarbeiten in Kupfer um.
Zu seinen herausragendsten Werken zählen der Kremsmünsterer Prälatenring, das Kremsmünsterer Pectorale sowie das Schwurkreuz der Bundeslehranstalt in Steyr.

## Auszeichnungen

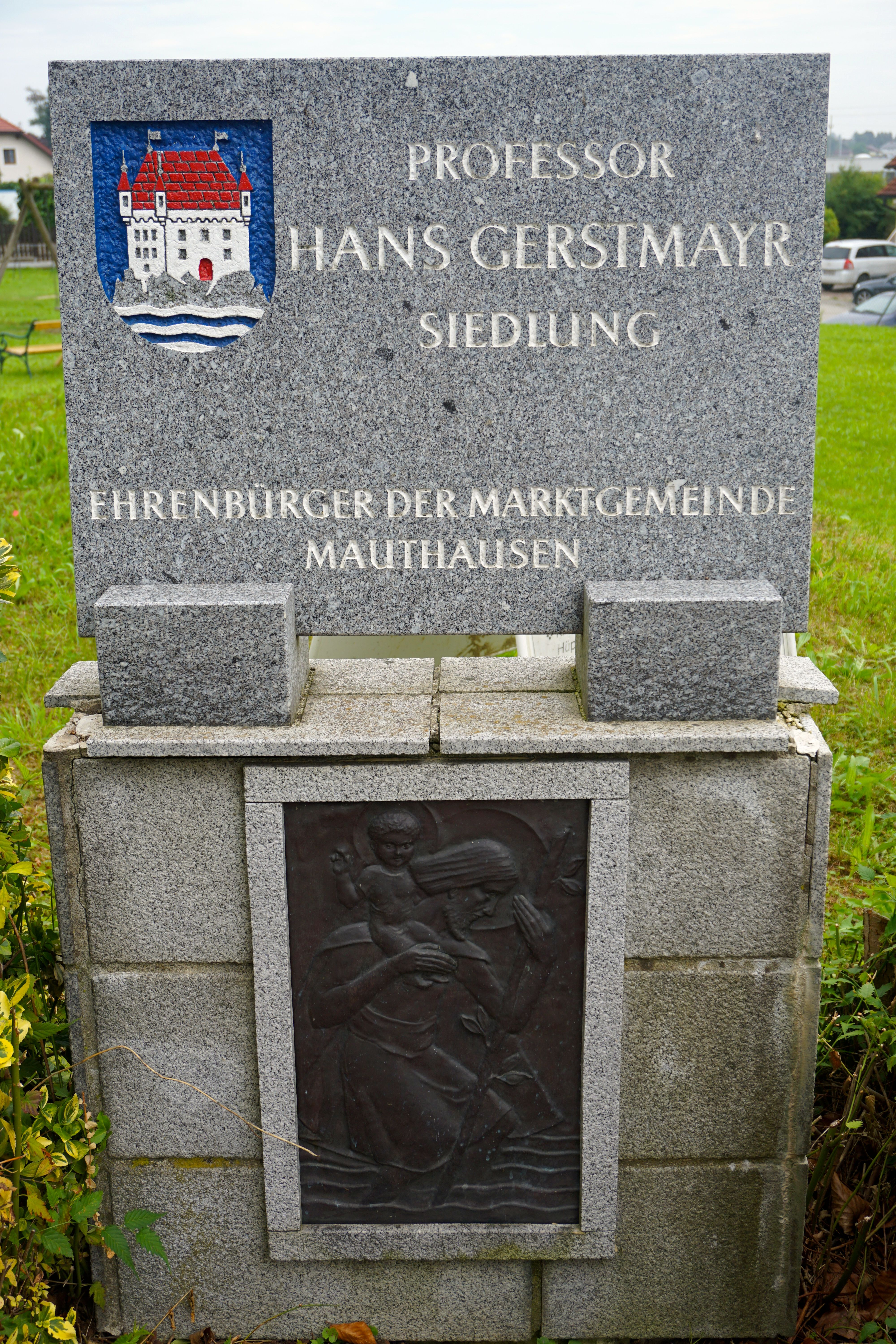
Gerstmayr-Gedenkstein in der Gerstmayr-Siedlung in Mauthausen

- 1899 Silberne Medaille der Niederösterreichischen Handels- und Gewerbekammer
- 1930 Verleihung des Berufstitels Professor
- 1937 Goldene Medaille bei der Weltfachausstellung Paris 1937 für seine Stahlschnittarbeiten
- 1952 Verleihung des Titels Regierungsrat
- Verleihung des Ehrenringes und ab 1972 Ehrenbürger von Mauthausen
- Verleihung der Ehrenmedaille der Stadt Steyr

## Ehrungen
- Einrichtung des Hans-Gerstmayr-Museums im Schloss Pragstein[5]
- Benennung der Gerstmayr-Siedlung, der Professor-Gerstmayr-Straße und des Gerstmayr-Weges in Mauthausen.
- Benennung der Hans-Gerstmayr-Straße in Steyr
- Benennung der Professor-Gerstmayr-Straße in Wolfern

### Ausstellungen
- Die Ausstellung im Jahr 1985 Steyrer Stahlschnittschule Blümelhuber-Gerstmayr war eine Würdigung des Gesamtkunstwerkes beider Künstler, an der Hans Gerstmayr als 103-Jähriger noch teilnahm.
- Die Gedächtnisausstellung Professor Hans Gerstmayr fand in Mauthausen im Juni 2008 statt.